# 少年ナイフ
少年ナイフ（しょうねんナイフ、Shonen Knife）は、日本のガールズバンド。1981年12月29日に結成。

## メンバー
正規メンバー
- なおこ（山野直子、別名義ナンシー山野。ボーカル・ギター・キーボード）
- あつこ（山野敦子、ベース・ボーカル・ドラム）　※ロサンゼルス在住、定期的に参加
- りさ（河野里咲、ドラム・ボーカル・キーボード）　※ えみの後任で加入

サポートメンバー
- なる（ベース・ボーカル）

旧メンバー
- みちえ（中谷美智枝、オリジナルメンバー、ベース・ボーカル。作詞作曲の楽曲多数あり）　※1999年2月脱退
- まな（西浦真奈、ドラム）　※サポートメンバー、元DMBQ・交通事故で逝去
- えつこ（ドラム）　※2010年4月　脱退
- えみ（ドラム）　※ 2015年7月で脱退
- りつこ（ベース・ボーカル） ※2021年11月5日脱退

## 経歴
- 1981年、12月29日、学生時代の同級生である山野直子と中谷美智枝、山野の妹の敦子の3人により大阪で結成。当時、山野直子と中谷美智枝はタイガー魔法瓶に勤務していた会社員だった。
- 1982年3月14日、大阪スタジオ・ワンにてファーストLIVE。入場者36人、入場料100円。
- 1982年8月15日、自主制作カセットテープ『みんなたのしく少年ナイフ』リリース。
- 1983年、インディーズレーベルよりアルバム『BURNING FARM』リリース。当時、日本のインディーズレコードの発掘に来たアメリカ、イギリスの音楽関係者によってレコードが海外に広まる。
- 1986年、アメリカでアルバム『PRETTY LITTLE BAKA GUY』をリリース。その後ライブ活動、コンピレーション・アルバムへの参加など海外での活動が多くなると共に、本国より海外での評価が高まっていく。
- 1992年、アルバム『Let's Knife』で国内メジャーデビュー。
- 少年ナイフのファンだったカート・コバーン率いるニルヴァーナと共に全英ツアーを行う。
- 1998年、国内海外両方で精力的に活動を続ける。またこの年に発表されたフルアルバム『HAPPY HOUR』ではジャケットデザインに当時まだ人気が出る前の奈良美智を起用し話題になる。テレビアニメ『アニメ週刊DX!みいファぷー』のエンディング曲に『バナナチップス』が使用される。
- 1999年2月、中谷美智枝が脱退。メンバーは姉妹二人になる。
- 1999年6月18日、シングル『飲茶楼で、めちゃうまかろう／はみがき』リリース（JT［飲茶楼］CMソング）
- 1999年9月、敦子がドラマーからベーシストになる。
- 2006年、ドラムにえつこ（元ピンクパンダー）が正式メンバーとして参加。
- 2008年、ベースにりつこ（元電気キャンディ）が正式メンバーとして参加。
- 少年ナイフのトリビュートアルバムにレッド・クロス、ソニック・ユースなど海外の大物アーティストが参加。
- ウェブサイト上であつこが結婚を発表。活動をロサンゼルスに移すことになりバンドから離れることに。ただし飛び入り参加などで今もライブに参加している。
- カーペンターズのトリビュート・アルバム『イフ・アイ・ワー・ア・カーペンター〜カーペンターズに捧ぐ』に参加した少年ナイフがカバーした曲「TOP OF THE WORLD」が米マイクロソフト社の全世界向けCMに使用される。日本では2005年にサントリーのチューハイのCMソングとして使われている。
- アメリカのテレビアニメーション「パワーパフガールズ」のテーマ曲に少年ナイフの曲「Buttercup (I'm A Super Girl)」が使用されている。
- 2015年4月、りつこが産休によりバンド活動を一時離脱し、6月のアメリカツアーにはバンドのオリジナルメンバーであるあつこが、5月と7月のライブではなるがサポートで復帰[8]。
- 2015年7月の国内ツアー「"712 DAY PARTY Tour 2015" SHONEN KNIFE」を最後にドラムのえみが脱退[6]。後任にBRINKYのドラマーでもある、りさが加入[5]。
- 2021年3月6日　大阪・心斎橋ANIMAにて、コロナ後の今年初ワンマン・ライブを席数限定で開催。なおこ（Vo/G）・りさ（Dr）・なる（Ba）りつこ（G）のツインギター4人スペシャル編成でのライブ。
- 2021年11月5日、りつこが脱退[7]。

## ディスコグラフィー

### オリジナルアルバム（日本盤）
- BURNING FARM（1983年）
- 山のアッちゃん。（1984年）
- PRETTY LITTLE BAKA GUY（1986年）
- 712（1991年）
- Let's Knife（1992年）
- Rock Animals（1993年）
- Brand New Knife（1996年）
- HAPPY HOUR（1998年）
- Strawberry Sound（2000年）
- Heavy Songs（2002年）
- Candy Rock（2003年）
- GENKI SHOCK!（2005年）
- fun! fun! fun!（2007年）
- Super Group（2008年）
- Free Time（2010年）
- 大阪ラモーンズ（2011年）- カバーアルバム。
- Pop Tune（2012年）
- 嵐のオーバードライブ（2014年）
- アドベンチャーでぶっとばせ！（2016年）
- Sweet Candy Power（2019年6月5日）
- OUR BEST PLACE（2023年2月15日）

### 編集盤
- DO THE KNIFE（1992年）- レアトラック集。
- Favorites（1994年）- カバートラック集。
- GREATEST HISTORY（1995年）- レアトラック集。
- Super Mix（1997年）- 小山田圭吾らによるリミックス集。
- IT'S A NEW FIND（1997年）- ミニアルバム。
- Ultra Mix（1998年）- リミックス集。
- MILLENNIUM EDITION（2001年）- ベストアルバム。
- Golden☆Best Universal Hit's（2006年）- 2枚組ベストアルバム。

### シングル
- Wonder Wine（1996年）
- E.S.P（1996年）
- バナナチップス（1998年4月22日）
- 飲茶楼でめちゃうまかろう（1999年6月18日）
- All I Want For Christmas（1999年12月16日）
- オレンジの太陽（2001年）

### その他
- みんな楽しく少年ナイフ（1982年）- 少年ナイフ初の自主制作カセット。
- Every Band Has A Shonen Knife Who Loves Them（1995年）- ソニック・ユース、L7など海外アーティストによるトリビュート・アルバム。
- 鉄腕アトム（1998年） - オムニバス・アルバム『ATOM KIDS Tribute To The King "OT"』収録。
- A Tribute to Shonen Knife - Fork and Spoon（2006年）- トリビュート・アルバム。
- Live in Osaka（2006年）- ライブ・アルバム。
- ALIVE! in Osaka（2018年）- ライブ・アルバム。
- みんな楽しく少年ナイフ（2023年7月19日） - CD/LP再発盤

## タイアップ一覧
| 曲名                          | 使用年 | タイアップ                                                                             |
| ----------------------------- | ------ | -------------------------------------------------------------------------------------- |
| Brown Mushrooms               | 1993年 | テレビ東京系『浅草橋ヤング洋品店』オープニングテーマ                                   |
| Get The Wow                   | 1995年 | NHK大阪『オフタイム・カフェ』テーマソング                                              |
| トップ・オブ・ザ・ワールド    | 1995年 | アメリカ映画『最後の晩餐/平和主義者の連続殺人（英題：Last Supper）』エンディングテーマ |
| トップ・オブ・ザ・ワールド    | 1996年 | マイクロソフト社CMソング                                                               |
| トップ・オブ・ザ・ワールド    | 1997年 | TBS系『学校へ行こう!』コーナー「未成年の主張」テーマソング（1997年 - 2004年、2015年）  |
| トップ・オブ・ザ・ワールド    | 1998年 | アメリカ映画『ファミリー・ゲーム/双子の天使（英題：The Parent Trap）』挿入歌           |
| トップ・オブ・ザ・ワールド    | 2005年 | サントリー「-196℃」CMソング                                                            |
| トップ・オブ・ザ・ワールド    | 2006年 | アメリカ映画『ワイルド・スピードX3 TOKYO DRIFT』挿入歌                                 |
| トップ・オブ・ザ・ワールド    | 2014年 | テレビ東京系『トーキョーライブ22時』オープニングテーマ                                 |
| がんばれ関西                  | 1995年 | キリンビール「関西風味生ビールすっきり仕立て」CMソング                                 |
| WONDER WINE                   | 1996年 | 東宝配給映画『ぼくは勉強ができない』挿入歌                                             |
| バナナチップス                | 1998年 | テレビ朝日系『アニメ週刊DX!みいファぷー』エンディングテーマ                            |
| 飲茶楼でめちゃうまかろう      | 1999年 | 日本たばこ産業「飲茶楼」CMソング                                                       |
| はみがき                      | 1999年 | NHK『みんなのうた』より                                                                |
| Buttercup (I'm A Super Girl） | 2000年 | テレビアニメ『パワーパフガールズ』テーマソング                                         |
| Move on                       | 2010年 | サントリー「Vittel」コラボ楽曲                                                         |
| Osaka Rock City               | 2013年 | 映画『ソウル・フラワー・トレイン』主題歌                                               |

### CM提供
- ミニッツメイド『goonew/グーニュー』（2010年）